# Digimon Supremi
I Digimon Supremi (四聖獣?, Shiseijū, Four Holy Beasts) sono un gruppo di quattro Digimon animale sacro di livello mega del media franchise giapponese Digimon, che comprende anime, manga, giocattoli, videogiochi, carte collezionabili ed altri media. I quattro componenti del gruppo derivano dal mito giapponese dei Quattro Spiriti Guardiani di Kyoto, derivato a sua volta dal mito cinese dei Quattro animali. Come gli spiriti guardiani, essi rappresentano e fanno la guardia ai quattro punti cardinali del mondo - Azulongmon (Qinglongmon) ad est, Zhuqiaomon a sud, Baihumon ad ovest e Ebonwumon (Xuanwumon) a nord. Esiste anche un quinto membro, Huanglongmon (Huanlongmon), che rappresenta il centro del mondo ed è una sorta di divinità di Digiworld. È inoltre il leader dei Digimon Supremi.
A causa di Lucemon, Huanglongmon è stato sigillato nel luogo più profondo ed oscuro all'interno del pianeta. Ciò ha causato che i Supremi perdessero il loro regno e la lotta per l'egemonia, trovando tuttavia un equilibrio che ancora viene mantenuto. I Supremi hanno regnato su Digiworld, proteggendolo, fin dall'età del mito e sono diventati degli esseri leggendari estremamente difficili da localizzare. Sono potenti al punto che i comuni Digimon di livello mega non possono competere con loro, così i quattro sono diventati le più alte autorità del mondo digitale, essendo considerati delle divinità proprio per il loro infinito potere. Al contrario dei Digimon normali che posseggono un solo Digicuore nel proprio corpo, ognuno dei Supremi ha dodici Digicuori che fluttuano all'esterno del suo corpo (Gennai li definisce "Digicuori Iridescenti" in Digimon Adventure 02), i quali convogliano la sua immortalità ed il suo immenso potere. Ad eccezione di Huanglongmon, ogni Supremo possiede quattro occhi splendenti, benché quelli di Ebonwumon siano suddivisi tra le sue due teste.
Mentre i nomi cinesi degli Spiriti Guardiani sono stati usati per i nomi dei Digimon Supremi e, in Digimon World 2003, per i nomi delle quattro città disposte ai quattro punti cardinali della mappa del Server Amaterasu, i loro nomi giapponesi sono stati usati per le rispettive quattro città del Server Asuka.
In Giappone il nome del gruppo è Shiseijū o Four Holy Beasts (le Quattro Bestie Sacre), ma sono anche conosciuti come Four Harmonious Ones (i Quattro Esseri Armoniosi).

## Origini dei nomi
I Supremi governano ognuno un quarto di Digiworld. Questa caratteristica si riferisce alle figure mitologiche sulle quali sono basate, che provengono dall'astronomia cinese. In cinese, i quattro quadranti del cielo (est, sud, ovest, nord) sono noti come Templi Celesti e sono chiamati individualmente Qinglong, Zhu Que, Bai-hu e Xuanwu.
- Qinglong significa "Dragone Azzurro"
- Zhu Que significa "Uccello Vermiglio"
- Bai-hu significa "Tigre Bianca"
- Xuanwu significa "Tartaruga Nera"

Le bestie sono conosciute come i "Si Ling".
Il mito giapponese delle Quattro Divinità di Kyoto è basato proprio su quello cinese dei Si Ling, facendone derivare i nomi Seiryu, Suzaku, Byakko e Genbu.
Nella versione inglese Qinglongmon venne cambiato in Azulongmon e Xuanwumon in Ebonwumon, ma i nomi essenzialmente hanno lo stesso significato delle loro incarnazioni giapponesi.
Huanglongmon è basato sul quinto Si Ling, Huang-long, che a sua volta deriva da Yinglong - il Drago Giallo, Qilin, Huang Di - l'Imperatore Giallo.

## Apparizioni

### Digimon Adventure 02
I Digimon Supremi sono i guardiani dei quattro punti cardinali di Digiworld. Azulongmon è il guardiano della regione orientale, in cui avvengono le avventure dei Digiprescelti giapponesi (in corrispondenza del loro luogo di provenienza nel mondo reale).
Prima dell'inizio di Digimon Adventure, tutti i quattro Digimon Supremi furono sconfitti e sigillati dai Padroni delle Tenebre. In seguito alla sconfitta dei Padroni delle Tenebre per mano dei Digiprescelti, i Supremi erano ancora intrappolati e sigillati. Per rompere il sigillo, i quattro avevano bisogno delle Digipietre dei Digiprescelti. Le Digipietre della Speranza e della Luce ruppero il sigillo di Azulongmon, quelle del Coraggio e dell'Amicizia ne ruppero un altro, quelle dell'Amore e della Sincerità ne spezzarono un terzo, mentre l'ultimo fu spezzato da quelle della Conoscenza e dell'Affidabilità. Tuttavia, ciò causò uno spiacevole effetto collaterale molto serio. I Digimon degli otto bambini prescelti, infatti, non potevano più digievolvere oltre il livello campione.
I Supremi vengono imprigionati ancora una volta dall'influenza degli Obelischi di Controllo. Quando Ken Ichijouji porta il suo Black Digivice D-3 a Digiworld, i Digimon Supremi riescono a trovare nuovi Digimon che celano in sé l'antico potere della Armordigievoluzione, riuscendo così ad aggirare i poteri oscuri degli Obelischi di Controllo che impediscono ai Digimon di usare la Digievoluzione regolare. I Supremi quindi creano tre nuovi D-3 per i nuovi Digiprescelti e selezionano vari Digimon che hanno il potere di armordigievolvere e li sigillano all'interno di alcune Digiuova, tuttavia Patamon e Gatomon (previa rimozione dell'Anello Sacro) sono già in grado di armordigievolvere. La Digipietra della Bontà è nascosta a Ken dai poteri dell'oscurità, così per i Supremi è necessario ricostruirla nel Digiuovo dei Miracoli.

#### Digimon Adventure Tri
In Digimon Adventure Tri. viene rivelato che i Supremi erano in realtà i digimon di quattro dei cinque digiprescelti che sconfissero i Padroni delle Tenebre quindici anni prima di Tai e dei suoi compagni.
Essendo gli avversari troppo potenti per poter essere sconfitti, poiché Azulongmon e gli altri all'epoca non erano ancora in grado di evolversi al livello finale, intervenne Homeostasis (l'entità che possedette Kari durante lo scontro tra WarGreymon e MetalGarurumon), che entrato nel corpo di Himekawa, una dei prescelti, permise a quattro loro di raggiungere lo stadio definitivo e di sconfiggere, almeno momentaneamente, Piedmon e i suoi seguaci; ciò tuttavia fu possibile solo grazie al sacrificio del quinto digimon, Megadramon, quello della stessa Himekawa, che alla fine non poté più rinascere. A causa di ciò, la perdita definitiva del suo digimon, la fa completamente impazzire, il che diede il via alla catena di eventi che avrebbero poi condotto al Reboot di Digiworld poiché quello era il solo modo per Himekawa di ritrovare il suo digimon, poiché sarebbe stato riportato in vita. Non è dato a sapere se anche i Digimon Supremi, abbiano subito gli effetti del reboot, o se abbiano mai rivisto i loro partner digiprescelti dopo le loro avventure a digiworld.

#### Digimon Adventure 02: D-1 Tamers
In questo gioco, che è una sorta di preludio ad Adventure 02, i quattro Digimon Supremi attirano Ryō Akiyama a Digiworld ed organizzano un torneo sotto false pretese, in modo che Ryo possa diventare più potente e possa poi essere abbastanza forte da sconfiggere Moon=Millenniummon. La struttura temporale di questo gioco suggerisce che esso abbia luogo dopo la liberazione dei Supremi grazie alle Digipietre e prima della loro nuova prigionia ad opera degli Obelischi di Controllo.

### Digimon Tamers
I quattro Supremi giocano un importante ruolo in Digimon Tamers. Il più in vista dei quattro è Zhuqiaomon, ma, contrariamente a quanto accade in Adventure 02, tutti i quattro Supremi compaiono nella serie.
I Supremi vivono sul sesto livello di Digiworld, il più alto, insieme al Catalizzatore o Digientelechia. I quattro furono tra i primi Digimon a raggiungere le loro forme più potenti e, tentando di distanziare se stessi dagli esseri umani, ironicamente assumono l'aspetto delle divinità umane.
Quando il D-Reaper comincia a riemergere, i quattro Supremi non riescono a trovare un accordo su quale strategia usare. Zhuqiaomon crede che sia necessario servirsi della Digievoluzione Luminescente per permettere ad ogni Digimon di digievolvere e contrattaccare, mentre Azulongmon è convinto che sia stata proprio l'abilità di rafforzarsi di ogni Digimon che abbia riportato il D-Reaper in superficie. Per questo motivo, servendosi dei Digignomi, trasforma la Digievoluzione Luminescente stessa in un Digimon, Calumon.
Con la perdita del potere della Digievoluzione, Zhuqiaomon, credendo che i Digimon possano potenziarsi sconfiggendo gli esseri umani, invia i suoi Deva nel mondo reale. Presto il suo servo Makuramon scopre Calumon e prova a riportarlo a Zhuqiaomon, facendosi però seguire dai Domatori, desiderosi di salvare il loro amico. Makuramon, tuttavia, perde Calumon e i Domatori lo ritrovano, ma Caturamon lo ricattura.
Dopo essere stati separati, e dopo un lungo e difficile cammino attraverso l'intero Digiworld, i Domatori giungono ai domini di Zhuqiaomon. Durante la battaglia contro di lui, appare Azulongmon. Nel frattempo, Ryo Akiyama incontra Ebonwumon e Baihumon nel territorio di quest'ultimo e presto i quattro si ricongiungono nell'area di Zhuqiaomon, proprio quando il D-Reaper torna a riaffacciarsi sul mondo digitale.
I Supremi raggiungono un compromesso ed implorano Calumon di liberare il suo potere così che i Digimon possano digievolvere e combattere contro il D-Reaper. Così, alla fine, a prevalere alla fine è il piano di Zhuqiaomon, anche se ciò non giustifica i suoi metodi aggressivi nei confronti dei Domatori. I Supremi guidano la loro nuova armata di Digimon di livello mega (che include MetalSeadramon, Machinedramon, tre Diaboromon, un Digimon che sembra essere Pukumon, Gryphonmon, Phoenixmon, Boltmon, Plesiomon, GranKuwagamon, Jijimon e Babamon) per combattere il D-Reaper nel mondo digitale. Successivamente, i Supremi si recano nel mondo reale ed aiutano i Domatori eliminando il Cable Reaper dalla battaglia.

## Membri

### Azulongmon
Azulongmon (チンロンモン?, Qinglongmon) è un Digimon drago sacro il cui nome e design derivano dal mitologico Dragone Azzurro dell'Est (青龍?, Qīng Lóng), conosciuto in Giappone come "Seiryū" (せいりゅう?), con il prefisso "Azu-" (derivato dalla parola spagnola "Azul" che significa "azzurro") che fa riferimento a quel nome. Il suo aspetto deriva anche dal Re Drago del Mare Orientale, Ào Guǎng (敖廣?). È il Digimon Supremo a guardia del settore orientale e rappresenta l'elemento del tuono e la sua stagione è la Primavera. Ha ai suoi ordini i Deva Mihiramon, Antylamon, e Majiramon. È in grado di rilasciare potenti colpi elettrici e, anche se è un essere divino, non coopererà facilmente né con gli esseri umani né con i più deboli, non intervenendo in aiuto dei suoi alleati se non in seguito ad un fatto particolarmente serio.
Azulongmon è doppiato in giapponese da Jūrōta Kosugi e in italiano da Lucio Saccone.

#### Digimon Adventure 02
Le Digipietre dei Digiprescelti furono utilizzate per liberare tutti i Digimon Supremi. Sembra che occorressero ben due Digipietre per ogni Supremo e, come dice lo stesso Azulongmon durante il suo dialogo con BlackWarGreymon e gli stessi Digiprescelti, lui è stato liberato grazie alle Digipietre della Speranza e della Luce.
L'apparizione di Azulongmon spinge BlackWarGreymon a distruggere le Pietre Sacre, dei monoliti il cui compito è preservare l'equilibrio di Digiworld, accidentalmente. Ciò avviene perché, dopo la distruzione di ogni Pietra Sacra, Azulongmon appare brevemente in preda al dolore. Quando BlackWarGreymon vede apparire Azulongmon, decide che quest'ultimo è un degno avversario e che continuerà a distruggere le pietre alla sua ricerca. Infine, Azulongmon viene liberato quando i Digiprescelti utilizzano i loro Digivice D-3 per provare a spostare l'ultima Pietra Sacra, causando invece la sua apparizione. Dopo che Azulongmon si occupa di BlackWarGreymon, dandogli le risposte che il Digimon cerca, il Supremo divulga ai bambini prescelti la conoscenza riguardo agli eventi accaduti in passato, pianta i suoi Semi di Luce (dei semi che germoglieranno e svolgeranno lo stesso compito delle Pietre Sacre) per sostituire le Pietre Sacre ormai distrutte e va via.
Successivamente, Azulongmon consegna ai Digiprescelti uno dei suoi dodici Digicuori Iridescenti tramite Gennai. Il potere del Digicuore permette ai Digimon dei Digiprescelti originali di poter nuovamente digievolvere oltre il livello campione e a Paildramon di megadigievolvere Imperialdramon. Poco dopo, Azulongmon conferirà ancora più potere a Tai e Agumon, permettendo a quest'ultimo di diventare WarGreymon ancora una volta e di affrontare BlackWarGreymon.
Un altro Digicuore viene usato a New York, negli Stati Uniti d'America, per permettere a Palmon di digievolvere Lillymon. Conferisce inoltre a Veemon e a Betamon abbastanza energia per digievolvere rispettivamente in ExVeemon e Seadramon. Se si tratti dello stesso Digicuore o ne sia uno differente, tuttavia, è ignoto.
Si pensa che BlackWarGreymon si sia recato nel mondo reale inavvertitamente a causa di Azulongmon. Agumon spiega che, quando Azulongmon consegna ai Digiprescelti il potere di combattere nel mondo reale grazie al suo Digicuore, le difese di Digiworld vengono indebolite, così che non sussistevano più difese abbastanza potenti da contrastare BlackWarGreymon.

#### Digimon Adventure 02: D1 Tamers
Azulongmon compie un'importante apparizione in questo gioco, che ha luogo poco tempo dopo la battaglia, con relativa sconfitta, di Millenniummon per mano di Ryo Akiyama e Ken Ichijouji, al termine della quale uno dei Semi delle Tenebre del Digimon penetra nel collo di Ken. Nel gioco, Azulongmon e gli altri Supremi organizzano un falso torneo fingendo che tutti loro tranne uno fossero diventati malvagi e che colui che vincerà il torneo potrà avere il Digimon Supremo rimanente come partner per aiutarlo a combattere i suoi ex amici. Ryo vince il torneo, ma viene rivelato che il tutto si è trattato solo di un pretesto per allenarlo all'imminente confronto con Moon=Millenniummon.

#### Digimon Tamers
Azulongmon appare per la prima volta quando Zhuqiaomon attacca i Domatori. Il Supremo salva gli esseri umani ed i loro Digimon partner prima della battaglia definitiva contro Zhuqiaomon. Azulongmon infine riesce a convincere Zhuqiaomon a non attaccare i Domatori e che tutti dovrebbero concentrarsi sulla lotta contro il loro vero nemico, il D-Reaper. Quindi racconta ai Domatori la storia di Digiworld e dei suoi strati. Azulongmon e Zhuqiaomon si incontrano successivamente anche con Baihumon ed Ebonwumon per discutere della situazione del D-Reaper e per aiutare a liberare il potere della Digievoluzione Luminescente nascosto dentro Calumon, in grado di digievolvere ogni Digimon alla propria forma di livello mega. Nella battaglia finale contro il D-Reaper, Azulongmon aiuta Zhuqiaomon, Baihumon ed Ebonwumon a riportare a Digiworld il Cable Reaper durante l'Operazione Buco Nero, salvando così i Domatori.
Azulongmon ha una personalità notevolmente diversa in Tamers rispetto ad Adventure 02. In Adventure 02, infatti, viene raffigurato come estremamente spiritoso, mentre in Tamers è piuttosto serio e diretto.
Attacchi
- Cerchio Luminescente (蒼雷?, Sourai, Aurora Force): Scaglia dal cielo dei tuoni potentissimi, con furia divina.
- Lightning Whip (風絲華電?, Fūshikaden, Frusta Elettrica)
- Raijin no Mai (雷神之舞?, Raijin Dance, Danza di Raijin)

#### Digimon Adventure Tri
Qui Azulongmon si rivela essere stato, il digimon partner di uno dei cinque digiprescelti che precedettero quindici anni prima, Tai e gli altri nelle loro avventure a Digiworld e che affrontarono i Padroni delle Tenebre. Non è risaputo chi fosse il suo partner umano, salvo che si trattava di un ragazzo. Non è risaputo se Azulongmon e il suo partner umano, dopo le loro avventure a Digiworld si siano più rivisti.

### Zhuqiaomon
Zhuqiaomon (スーツェーモン?) è un Digimon uccello sacro il cui nome ed aspetto derivano dal mitologico Uccello Vermiglio del Sud (朱雀?, Zhū Què), conosciuto in giappone come "Suzaku" (すざく?). È il Supremo che sorveglia il settore meridionale e rappresenta l'elemento del fuoco e la stagione dell'Estate. Ha ai suoi ordini i Deva Sandiramon, Indramon e Pajiramon. È in grado di manipolare fiamme incandescenti ed è il Supremo con l'atteggiamento più violento ed intollerante, tanto da incenerire completamente qualsiasi essere insignificante che si avvicini a lui.
Zhuqiaomon è doppiato in giapponese da Shuuichirou Moriyama e in italiano da Oliviero Dinelli.

#### Digimon Adventure 02
Anche se Zhuqiaomon non appare mai e non viene nemmeno menzionato nella serie, è uno dei Digimon Supremi, che, insieme agli altri, viene sconfitto dai Padroni delle Tenebre. I quattro vengono liberati quando i Digiprescelti utilizzano i poteri delle loro Digipietre, ma vengono rimprigionati quando Ken Ichijouji diventa l'Imperatore Digimon. I Supremi successivamente creano i Digivice D-3 e li donano ai nuovi Digiprescelti affinché possano combattere contro Ken.

#### Digimon Adventure 02: D1 Tamers
Zhuqiaomon compie un'importante apparizione in questo gioco, che ha luogo poco tempo dopo la battaglia, con relativa sconfitta, di Millenniummon per mano di Ryo Akiyama e Ken Ichijouji, al termine della quale uno dei Semi delle Tenebre del Digimon penetra nel collo di Ken. Nel gioco, Zhuqiaomon e gli altri Supremi organizzano un falso torneo fingendo che tutti loro tranne uno fossero diventati malvagi e che colui che vincerà il torneo potrà avere il Digimon Supremo rimanente come partner per aiutarlo a combattere i suoi ex amici. Ryo vince il torneo, ma viene rivelato che il tutto si è trattato solo di un pretesto per allenarlo all'imminente confronto con Moon=Millenniummon.

#### Digimon Tamers
Zhuqiaomon invia i suoi servi, i Deva, a trovare e a catturare Calumon. Makuramon lo cattura e prova a riportarlo al suo padrone, ma fallisce. Zhuqiaomon è anche la mente che si nasconde dietro la Megadigievoluzione di Impmon in Beelzemon. Caturamon successivamente riporta Calumon a Zhuqiaomon, che nasconde il piccolo Digimon in una sorta di pozzo altissimo. Quando Antylamon diventa il Digimon partner di Suzie Wong, il potere di Zhuqiaomon la fa regredire in Lopmon. Durante la battaglia tra Beelzemon e Gallantmon, Zhuqiaomon ordina a Caturamon di distruggere Lopmon, che viene tuttavia salvata da Terriermon. Gallantmon distrugge quindi Caturamon, i cui dati vengono prontamente assorbiti da Beelzemon.
Quando i Domatori affrontano infine Zhuqiaomon, il Supremo infligge molti danni a Rapidmon, finché Henry e Terriermon non attivano il potere della Biodigievoluzione e diventano MegaGargomon, che riesce a sconfiggere il Digimon. Tuttavia, quando i Domatori pensano di averlo eliminato, Zhuqiaomon si rivela ancora vivo ed inizia a combattere contro Gallantmon fino all'arrivo del guardiano dell'est Azulongmon, che interrompe la battaglia. Azulongmon spiega la situazione ai Domatori e Zhuqiaomon spiega che all'interno di Calumon è stato nascosto il Catalizzatore della Digievoluzione, spiegando così da dove derivi il suo potere. I due Digimon Supremi accompagnano i Domatori ed i loro Digimon al nascondiglio di Calumon, che è già inseguito dal D-Reaper, ma che viene salvato da Sakuyamon. Baihumon ed Ebonwumon raggiungono il gruppo e discutono del problema del D-Reaper, quando Zhuqiaomon prega Calumon di liberare il potere della Digievoluzione Luminescente, in modo che ogni Digimon possa digievolvere al rispettivo livello mega. Quando i Domatori iniziano a combattere il D-Reaper nel mondo reale, Zhuqiaomon invia loro Dobermon con un dono: l'abilità di biodigievolvere anche nel mondo reale. Nella battaglia finale contro il D-Reaper, Zhuqiaomon aiuta Azulongmon, Baihumon ed Ebonwumon a riportare a Digiworld il Cable Reaper durante l'Operazione Buco Nero, salvando così i Domatori.
Contrariamente alla maggior parte degli altri Digimon antagonisti, Zhuqiaomon non attacca gli esseri umani a causa di intenzioni malvagie, ma perché crede che essi siano una minaccia per Digiworld per diverse ragioni, ad esempio per il loro "abuso" del Catalizzatore. In realtà accetta di allearsi con i Domatori (seppur controvoglia) quando si rende conto del potere immenso che si può sviluppare quando gli esseri umani ed i Digimon lavorano dalla stessa parte ed accetta anche che i loro Digimon decidano di restare con loro.
Attacchi
- MultiBolidi (紅焔?, Kouen, Blazing Helix): Scaglia un turbine di fiamme paragonabile al fuoco che fuoriesce durante un'eruzione solare.
- Onda Sonica (煉獄爪?, Rengokusou, Sonic Zephyr): Una potentissima onda d'energia distruttiva.
- Zanka (残火?, Embers, Bracieri)
- MacroBolide: Un'enorme palla di fuoco scagliata con una potenza inimmaginabile.
- Desolation Blast (Colpo della Desolazione): Un'onda di fuoco in grado di provocare una distruzione devastante intorno al Digimon.

#### Digimon Adventure Tri
Qui Zhuqiaomon si rivela essere stato, il digimon partner di uno dei cinque digiprescelti che precedettero quindici anni prima, Tai e gli altri nelle loro avventure a Digiworld e che affrontarono i Padroni delle Tenebre. Non è risaputo chi fosse il suo partner umano, salvo che si trattava di un ragazzo.  Non è dato a sapere se Zhuqiaomon, abbia rivisto il suo partner umano dopo la fine delle loro avventure a Digiworld.

### Baihumon
Baihumon (バイフーモン?) è un Digimon tigre sacra il cui nome ed aspetto derivano dalla mitologica Tigre Bianca dell'Ovest (白虎?, Bái Hǔ), conosciuta in Giappone come "Byakko" (びゃっこ?). È il Supremo che controlla il settore occidentale e rappresenta l'elemento del ferro e la stagione dell'Autunno. I Deva Makuramon, Sinduramon e Caturamon sono ai suoi ordini. Anche se è il più giovane dei Supremi è anche il più potente e, come Azulongmon, è un essere neutrale che generalmente non cerca alleati di alcun genere. I kanji sulle sue zampe anteriori significano "Tigre Bianca" (白虎?, Bái Hǔ, White Tiger).
Baihumon è doppiato in giapponese da Shinichi Kotani e in italiano da Paolo Buglioni.

#### Digimon Adventure 02
Anche se Baihumon non appare mai e non viene nemmeno menzionato nella serie, è uno dei Digimon Supremi, che, insieme agli altri, viene sconfitto dai Padroni delle Tenebre. I quattro vengono liberati quando i Digiprescelti utilizzano i poteri delle loro Digipietre, ma vengono rimprigionati quando Ken Ichijouji diventa l'Imperatore Digimon. I Supremi successivamente creano i Digivice D-3 e li donano ai nuovi Digiprescelti affinché possano combattere contro Ken.

#### Digimon Adventure 02: D1 Tamers
Baihumon compie un'importante apparizione in questo gioco, che ha luogo poco tempo dopo la battaglia, con relativa sconfitta, di Millenniummon per mano di Ryo Akiyama e Ken Ichijouji, al termine della quale uno dei Semi delle Tenebre del Digimon penetra nel collo di Ken. Nel gioco, Baihumon e gli altri Supremi organizzano un falso torneo fingendo che tutti loro tranne uno fossero diventati malvagi e che colui che vincerà il torneo potrà avere il Digimon Supremo rimanente come partner per aiutarlo a combattere i suoi ex amici. Ryo vince il torneo, ma viene rivelato che il tutto si è trattato solo di un pretesto per allenarlo all'imminente confronto con Moon=Millenniummon.

#### Digimon Tamers
Baihumon vive nella Torre Bianca posta sullo strato più alto di Digiworld. Quando Ryo Akiyama e Cyberdramon arrivano nel suo territorio, vi trovano il guardiano del nord Ebonwumon, intento a custodire il territorio di Baihumon mentre questo combatte contro il D-Reaper. Poco dopo, Baihumon torna dalla battaglia e sviene per le troppe energie spese. Successivamente, Baihumon ed Ebonwumon si incontrano con Azulongmon e Zhuqiaomon e discutono del problema del D-Reaper, quando Zhuqiaomon prega Calumon di liberare il potere della Digievoluzione Luminescente, in modo che ogni Digimon possa digievolvere al rispettivo livello mega. Nella battaglia finale contro il D-Reaper, Baihumon aiuta Azulongmon, Zhuqiaomon ed Ebonwumon a riportare a Digiworld il Cable Reaper durante l'Operazione Buco Nero, salvando così i Domatori.

#### Digimon Tamers: Digimon Medley
Baihumon appare come boss finale del gioco, combattendo contro Takato, Henry e Rika per Impmon.
Attacchi
- Kongou (金剛?, Gold Strength, Forza Aurea): Emette un'onda dalla sua bocca che trasforma completamente il suo nemico in metallo, rendendolo impossibilitato a muoversi mentre il suo corpo arrugginisce ed incapace di morire fino all'arrugginimento totale.
- Tekkousou (鉄甲爪?, Iron-armored Claws, Artigli Corazzati)
- Kyokurin'o (棘輪尾?, Spine-ringed Tail, Coda Acuminata)

#### Digimon Adventure Tri
Qui Baihumon si rivela essere stato, il digimon partner di Daigo Nishijima, che combatterono insieme agli altri quattro digiprescelti tra cui Maki Himekawa, contro i Padroni delle Tenebre, quindici anni prima delle avventure di Tai e degli altri digiprescelti di Digimon Adventure. Non è risaputo se alla fine delle loro avventure a Digiworld, Daigo e Baihumon si siano più rivisti.

### Ebonwumon
Ebonwumon (シェンウーモン?, Xuanwumon) è un Digimon tartaruga sacra il cui nome ed aspetto derivano dalla mitologica Tartaruga Nera del Nord (玄武?, Xuán Wǔ), conosciuta in Giappone come "Genbu" (げんぶ?), con il prefisso "Ebon-" (derivato dalla parola inglese "Ebony" che significa "nero") che fa riferimento a quel nome. È il Supremo responsabile del settore settentrionale e rappresenta l'elemento dell'acqua e la stagione dell'Inverno. I Deva Vikaralamon, Kumbhiramon e Vajramon sono ai suoi ordini. È in grado di usare fantasmagoriche tecniche acquatiche e, in quanto membro più anziano dei Digimon Supremi, possiede un animo gentile.
Ebonwumon è doppiato in giapponese da Jōji Yanami e in italiano da Giorgio Locuratolo.

#### Digimon Adventure 02
Anche se Ebonwumon non appare mai e non viene nemmeno menzionato nella serie, è uno dei Digimon Supremi, che, insieme agli altri, viene sconfitto dai Padroni delle Tenebre. I quattro vengono liberati quando i Digiprescelti utilizzano i poteri delle loro Digipietre, ma vengono rimprigionati quando Ken Ichijouji diventa l'Imperatore Digimon. I Supremi successivamente creano i Digivice D-3 e li donano ai nuovi Digiprescelti affinché possano combattere contro Ken.

#### Digimon Adventure 02: D1 Tamers
Ebonwumon compie un'importante apparizione in questo gioco, che ha luogo poco tempo dopo la battaglia, con relativa sconfitta, di Millenniummon per mano di Ryo Akiyama e Ken Ichijouji, al termine della quale uno dei Semi delle Tenebre del Digimon penetra nel collo di Ken. Nel gioco, Ebonwumon e gli altri Supremi organizzano un falso torneo fingendo che tutti loro tranne uno fossero diventati malvagi e che colui che vincerà il torneo potrà avere il Digimon Supremo rimanente come partner per aiutarlo a combattere i suoi ex amici. Ryo vince il torneo, ma viene rivelato che il tutto si è trattato solo di un pretesto per allenarlo all'imminente confronto con Moon=Millenniummon.

#### Digimon Tamers
Ryo Akiyama e Cyberdramon incontrano Ebonwumon nel territorio di Baihumon, al quale sta facendo la guardia mentre Baihumon è impegnato in combattimento contro il D-Reaper, per poi riapparire ferito. Successivamente, Baihumon ed Ebonwumon raggiungono Azulongmon e Zhuqiaomon e discutono del problema del D-Reaper, quando Zhuqiaomon prega Calumon di liberare il potere della Digievoluzione Luminescente, in modo che ogni Digimon possa digievolvere al rispettivo livello mega. Nella battaglia finale contro il D-Reaper, Ebonwumon aiuta Azulongmon, Zhuqiaomon e Baihumon a riportare a Digiworld il Cable Reaper durante l'Operazione Buco Nero, salvando così i Domatori.
Attacchi
- Mugen (霧幻?, Misty Illusion, Illusione Nebbiosa): Crea un'illusione che genera una nebbia oscura intorno al nemico, distruggendo il suo spirito.
- Kokuhyou (黒雹?, Black Hail, Scarica Nera)
- Souryuu Ha (双竜波?, Double-dragon Wave, Onda del Drago a due Teste)

#### Digimon Adventure Tri
Qui Ebonwumon si rivela essere stato, il digimon partner di una dei cinque digiprescelti che precedettero quindici anni prima, Tai e gli altri nelle loro avventure a Digiworld e che affrontarono i Padroni delle Tenebre. Non è risaputo chi fosse il suo partner umano, salvo che si trattava di una ragazza, la seconda del gruppo insieme a Maki Himekawa. Non è dato a sapere se Ebonwumon abbia rivisto la sua partner umana dopo la fine delle loro avventure a Digiworld.

### Huanglongmon
Huanglongmon (ファンロンモン?) è un Digimon animale divino il cui nome ed aspetto derivano dallo Huang Long, il Dragone Giallo del Centro nella mitologia cinese. È il leader dei quattro Digimon Supremi e protegge il centro di Digiworld, rappresentando l'elemento della terra ed il susseguirsi delle stagioni. Huanglongmon è un Digimon imperatore che governa il "mondo". A causa di Lucemon, venne sigillato nel posto più profondo ed oscuro del pianeta. Questo essere è benevolo, ma anche malvagio, ed è definito il "Taiji" della luce e dell'oscurità.
Si dice che sia stato Huanglongmon stesso a creare i Supremi. È inoltre un Digimon colossale, anche per gli standard dei Digimon Supremi. È dorato ed ha otto occhi, con i Digicuori allineati sul suo dorso. Il suo corpo gigantesco è coperto da squame dello speciale "Minerale Huanglong", che vanta una durezza assoluta, così che infliggere una sola ferita al Digimon si crede sia impossibile.
Attacchi
- Taikyoku (太極?, Taiji, Taiji): Disassembla continuamente, per l'eternità, ogni elemento di Digiworld nei due estremi di luce e tenebre, portandolo alla non-esistenza in breve tempo.
- Oukai (黄廻?, Yellow Rotation, Rotazione Gialla): Crea un gigantesco tifone di terra, sabbia e altri materiali dalle proporzioni di un disastro naturale.
- Koutei no Kiba (皇帝の牙?, Emperor's Fang, Zanna dell'Imperatore)